# Team Altamura 2024-2025
Questa voce raccoglie le informazioni riguardanti il Team Altamura nelle competizioni ufficiali della stagione 2024-2025.

## Rosa
Aggiornata al 16 giugno 2025.
| N. |                    | Ruolo | Calciatore          |
| -- | ------------------ | ----- | ------------------- |
| 1  | Italia (bandiera)  | P     | Francesco Di Biagio |
| 3  | Italia (bandiera)  | D     | Andrea Poggesi      |
| 4  | Italia (bandiera)  | C     | Nicola Dipinto      |
| 5  | Canada (bandiera)  | D     | Kosovar Sadiki      |
| 7  | Italia (bandiera)  | C     | Mattia Rolando      |
| 8  | Italia (bandiera)  | C     | Lorenzo Andreoli    |
| 10 | Italia (bandiera)  | C     | Lorenzo Peschetola  |
| 11 | Italia (bandiera)  | A     | Salvatore Molinaro  |
| 12 | Italia (bandiera)  | P     | Alberto Spina       |
| 13 | Francia (bandiera) | D     | Guillaume Gigliotti |
| 14 | Italia (bandiera)  | C     | Anas Kharmoud       |
| 16 | Italia (bandiera)  | C     | Michele Grande      |
| 17 | Italia (bandiera)  | D     | Enrico Silletti     |
| 19 | Italia (bandiera)  | D     | Moussa Mané         |
| 22 | Italia (bandiera)  | P     | Antonino Viola      |

| N. |                      | Ruolo | Calciatore        |
| -- | -------------------- | ----- | ----------------- |
| 23 | Italia (bandiera)    | P     | Pasquale Pane     |
| 24 | Italia (bandiera)    | D     | Pasqualino Ortisi |
| 26 | Italia (bandiera)    | A     | Vito Leonetti     |
| 30 | Argentina (bandiera) | A     | Ryduan Palermo    |
| 31 | Italia (bandiera)    | D     | Eros De Santis    |
| 32 | Italia (bandiera)    | A     | Antonio Sabbatani |
| 40 | Italia (bandiera)    | P     | Matteo Pellegrini |
| 44 | Italia (bandiera)    | C     | Daniele Franco    |
| 50 | Italia (bandiera)    | D     | Giuseppe Mattera  |
| 60 | Italia (bandiera)    | D     | Marco Orfano      |
| 79 | Francia (bandiera)   | C     | Jonathan Bumbu    |
| 80 | Italia (bandiera)    | D     | Renato Cascella   |
| 90 | Italia (bandiera)    | A     | Giuseppe Simone   |
| 98 | Italia (bandiera)    | D     | Francesco Rizzo   |
| 99 | Italia (bandiera)    | A     | Felice D'Amico    |